# Daniel Sellier

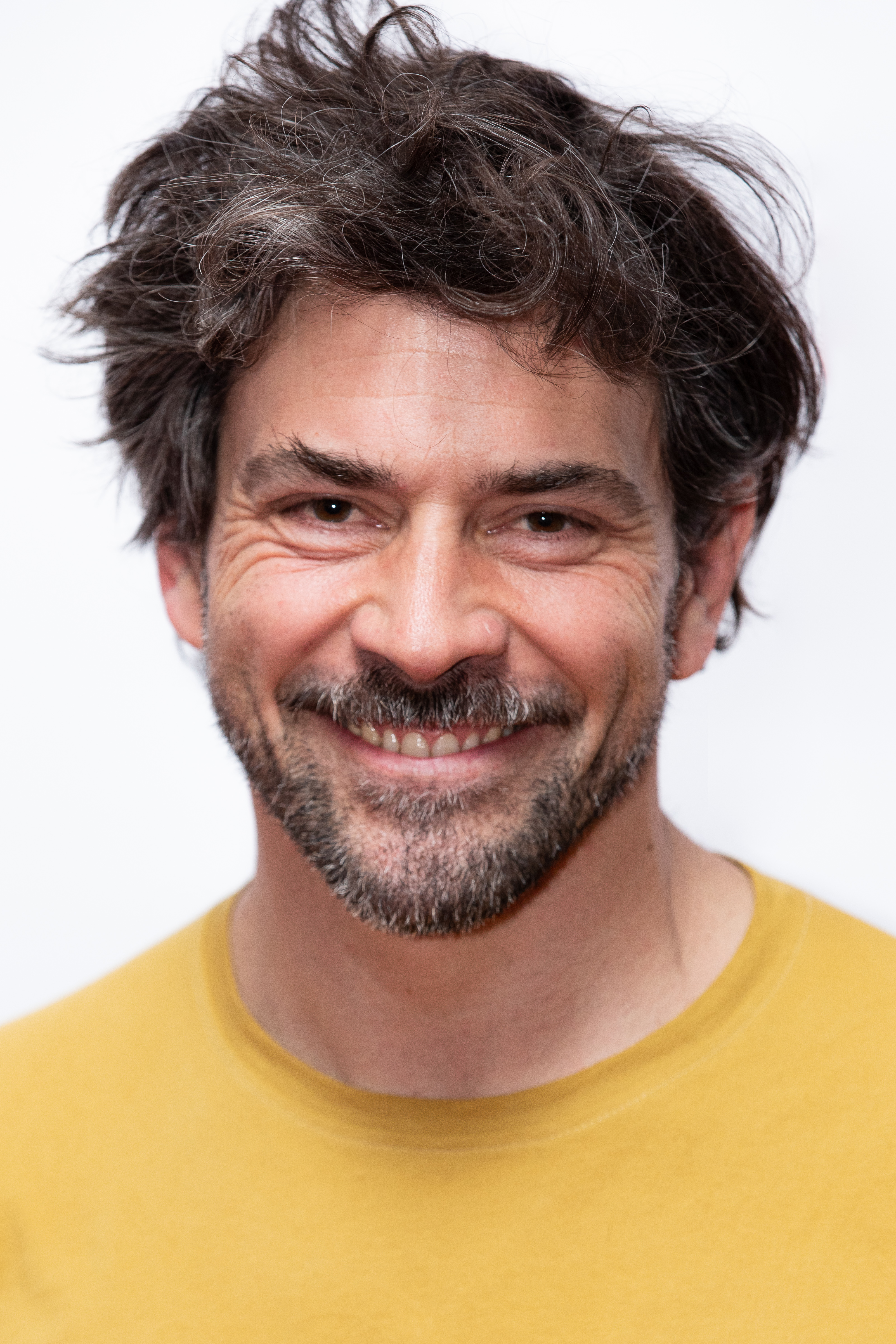
Daniel Sellier (2020)

Daniel Sellier (* 26. Februar 1977 in München) ist ein deutscher Schauspieler, Regisseur, Synchronsprecher und Moderator.

## Werdegang
Seine Schauspielausbildung absolvierte Sellier von 1996 bis 2000 an der Hochschule der Künste Bern. Während dieser Zeit wirkte er bereits in dem Kurzfilm Seth spricht mit, der an der Filmakademie Ludwigsburg produziert wurde. 2005 stand Sellier dort ein weiteres Mal für Suzuki vor der Kamera, wo er einen Junkie spielte. In Die Liebe, das Leben und die Lösung des Problems versuchte er sich erstmals als Regisseur und agierte daneben auch als Darsteller.
Ab 1999 trat er vornehmlich auf der Theaterbühne auf, zunächst in Wladimir Georgijewitsch Sorokins groteskem Drama Krautsuppe, tiefgefroren in Cottbus. Es folgten Festengagements an diversen Theaterhäusern in Baden-Baden und Göttingen, wo er in über zwanzig, zum Teil sehr bekannten Stücken wie Nathan der Weise, Kabale und Liebe, Die Leiden des jungen Werthers und Der Kaufmann von Venedig seine Profession zum Besten gab.
Daneben widmete er sich verschiedenen Fernsehprojekten und wirkte im Zuge dessen in zahlreichen Produktionen mit. So übernahm er beispielsweise in den Serienreihen Für alle Fälle Stefanie, Der Kapitän und Alarm für Cobra 11 diverse Episodenrollen und verkörperte zudem in der Komödie Deutschmänner den Barkeeper Ali. Einem breiten Publikum wurde er durch sein erstes durchgängiges Fernsehengagement in der ARD-Vorabendserie Verbotene Liebe bekannt, wo er seit dem 21. Juni 2011 als Hirnchirurg Dr. Ricardo Mendes zu sehen ist.
Während seiner Schauspielausbildung nahm Sellier auch Gesangsunterricht in den Sparten Rock, Chanson und Jazz. Neben Musicalrollen in Der kleine Horrorladen und Evita konnte er sein Talent als Moderator in den Radiosendungen Ernste Beziehung und Daily-Dying-Doku-Soap sowie als Synchronsprecher ausbauen. Im Zuge dessen sprach er einige Filmrollen ein, etwa für American Gangster, Anatomie, Elizabeth – Das goldene Königreich und Der Kaufhaus Cop, und lieh außerdem zahlreichen Serienfiguren in Nip/Tuck – Schönheit hat ihren Preis, CSI: New York, Bones – Die Knochenjägerin, Heroes und 24 seine Stimme. 2001 wirkte er außerdem als Sprecher in dem Hörbuch Die Meute der Mórrígan mit, das in Zusammenarbeit des SWR mit dem NDR produziert wurde. 2015 war er in einem Werbespot von Volkswagen zu sehen.
Daniel Sellier spricht neben seiner Muttersprache fließend Englisch und Französisch, daneben auch Italienisch und Spanisch. Seinen festen Wohnsitz hat er in Berlin, lebt und arbeitet derzeit allerdings in Köln.

## Filmografie

### Kino
- 1998: Seth spricht (Kurzfilm) (als Seth)
- 2000: Die Liebe, das Leben und die Lösung des Problems (als Jesus i Popina)
- 2002: Das Wort zum Frühstück (Kurzfilm)
- 2003: Der siebte Tag (Kurzfilm) (als Noah)
- 2005: Suzuki (Kurzfilm) (als Junkie)

### Fernsehen
- 2004: Für alle Fälle Stefanie (Fernsehserie)
- 2005: Brief eines Unbekannten
- 2006: Deutschmänner (Fernsehfilm)
- 2008: Alarm für Cobra 11 – Die Autobahnpolizei (Actionserie)
- 2009: Der Kapitän – Packeis (Fernsehserie)
- 2010: Aktenzeichen XY … ungelöst (Fernsehserie)
- 2011–2014: Verbotene Liebe (Fernsehserie)
- 2015: Heldt – Ein König, zwei Damen (Fernsehserie)
- 2015: In Gefahr – Ein verhängnisvoller Moment (Fernsehserie)
- 2015: Mila (Fernsehserie)
- 2018: Die Rosenheim-Cops – Ein doppelter Einbruch (Fernsehserie)
- 2019–2020: Herz über Kopf (Fernsehserie)
- 2019: Janine - Mein Platz im Leben (Miniserie, 3 Folgen)
- 2021: Hubert ohne Staller – Milchmord (145)
- 2024: Blutige Anfänger: Pferdeflüsterer

### Sonstiges
- 2000: Regisseur für die Kinoproduktion Die Liebe, das Leben und die Lösung des Problems

## Theater
- 1999: Staatstheater Cottbus – Krautsuppe, tiefgefroren (als Luchs am Spieß)
- 2001–2004: Theater Baden-Baden
  - 2001: Nathan der Weise (als Tempelherr)
  - 2002: Der Kaufmann von Venedig (als Bassanio)
  - 2002: Tartuffe (als Damis)
  - 2002: Der Streit (als Mesrin)
  - 2003: Der Widerspenstigen Zähmung (als Grumio)
  - 2003: Leben des Galilei (als Ludovico)
  - 2004: Sommergäste (als Vlas)
  - 2004: Die Direktorin (als Odeon)
  - 2004: Richard III. (als Clarence)
  - 2004: Der kleine Horrorladen (u. a. als Zahnarzt)
- 2004–2006: Junges Theater Göttingen
  - 2004: Frühlings Erwachen (als Moritz Stiefel)
  - 2005: Vermummte (als Na’im)
  - 2005: Faust, schwer vermittelbar
  - 2005: Kabale und Liebe (als Ferdinand)
  - 2006: Blick zurück im Zorn (als Jimmy Porter)
- 2007–2010, 2016: Deutsches Theater Göttingen
  - 2007: Der Mann von La Mancha
  - 2007: Der Kaufmann von Venedig (als Bassanio)
  - 2008: Geschichten aus dem Wiener Wald (als Alfred)
  - 2008–2009: Evita (u. a. als Magaldi)
  - 2009: Der Kirschgarten (als Jascha)
  - 2009: Die Leiden des jungen Werthers (als Albert)
  - 2010: Rummelplatz
  - 2010: Verbrechen und Strafe (als Andrej Semjonowitsch Lebesjatnikow)
  - 2016: Die Mitschuldigen (als Söller)